# アウ山
アウ山（アウさん、インドネシア語: Gunung Awu、英: Mount Awu）は、インドネシアの北スラウェシ州に位置するサンギヘ諸島最大の火山。1711年、1812年、1856年、1892年、1966年に壊滅的な火砕流とラハールを伴う激しい噴火を起こし、計8,000人以上の死者をもたらした。山頂には4.5キロメートルの広いクレーターがある。環太平洋火山帯の火山。